# Der Stiefel von Büffelleder

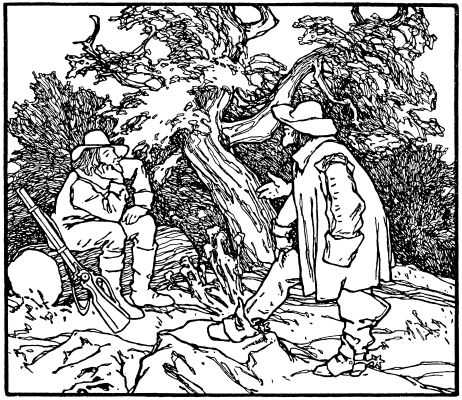
Illustration von Otto Ubbelohde, 1909

Der Stiefel von Büffelleder ist ein Märchen (ATU 952). Es steht in den Kinder- und Hausmärchen der Brüder Grimm ab der 6. Auflage von 1850 an Stelle 199 (KHM 199) und stammt aus Friedmund von Arnims Sammlung Hundert neue Mährchen im Gebirge gesammelt (Nr. 4 Vom Bruder Stiefelschmeer).

## Inhalt

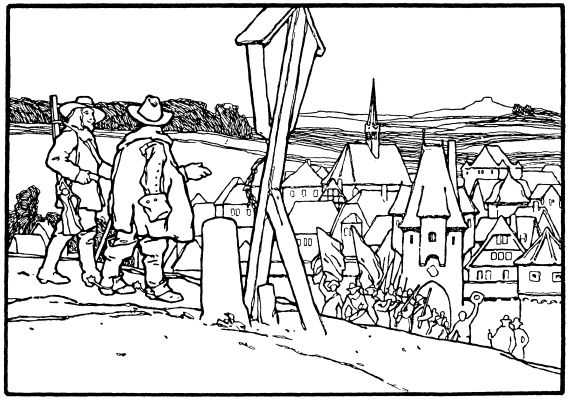
Illustration von Otto Ubbelohde, 1909

Ein furchtloser, unbekümmerter Soldat wandert nach seiner Abdankung in seinen alten Stiefeln aus Büffelleder umher. Er begegnet einem Jäger, den er seiner feinen Kleidung wegen „Bruder Wichsstiefel“ nennt. Sie suchen nachts in einem Haus Unterkunft, wo eine alte Frau sie vor zwölf heimkommenden Räubern versteckt. Als die sie finden, weil der Soldat den Geruch des Bratens nicht mehr aushielt und sich verraten hat, gewähren sie ihnen, zu essen, ehe sie sie töten wollen. Der Soldat beeindruckt sie so mit seinem Appetit, dass er auch Wein kriegt. Als er eine Gesundheit auf sie ausruft, „ihr sollt alle leben, aber das Maul auf und die rechte Hand in die Höhe“, sind sie wie versteinert. Die beiden essen sich satt. Dann gehen sie heim und der Soldat holt seine Kameraden, die die Räuber festnehmen. Als sich der Jäger als König zu erkennen gibt, erschrickt der Soldat, aber erhält fortan freies Essen zum Dank.

## Herkunft

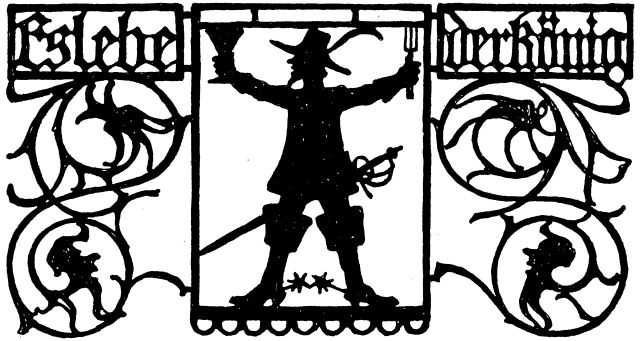
Illustration von Otto Ubbelohde, 1909

Grimms Anmerkung nennt die Quelle, Vom Bruder Stiefelschmeer in Friedmund von Arnims Hundert neue Mährchen im Gebirge gesammelt und als „andere, minder gute Auffassung“ Die schlechten Kameraden in Wolfs Deutsche Hausmärchen „S. 65“. Die Handlung blieb gegenüber Arnim unverändert, aber Wilhelm Grimm fügte die vielen Redensarten und Soldatenjargon ein, wodurch der Text bei Grimm länger ist. Heinz Rölleke zählt auf: „Ohne auf Weg und Steg zu achten“, „gehen aber durch dick und dünn“, „gleich und gleich gesellt sich gern“ (vgl. KHM 164), „ihr sollt an einem dürren Ast das Fliegen lernen“ (vgl. KHM 4), „der Kerl macht keine Umstände“, „dein blaues Wunder sehen“, „Nest voll Galgenvögel“, „Wir suchen ein Nachtquartier und etwas Unterfutter für den Magen, denn der meinige ist so leer wie ein alter Tornister“, „es wird nicht gleich an den Kragen gehen“ (vgl. KHM 27, 29, 44, 98, 171, 192), „fing an, tapfer in den Braten einzuhauen“, „das wäre zu früh abmarschiert, wir haben den Feind geschlagen und wollen erst Beute machen“, „nun ist es Zeit, daß wir das Zelt abbrechen“.
Hans-Jörg Uther zufolge handelt es sich bei Friedmund von Arnims Sammlung eigentlich um Kunstmärchen mit traditionellen Motiven. Der sympathisch zupackende Soldat (vgl. KHM 101 Der Bärenhäuter, KHM 116 Das blaue Licht) ist ein Gegenbild zu seit der Frühen Neuzeit bekannten Schwänken von räuberischen Landsknechten. Die Sozialkritik vom Herrscher, der offenbar ständig fremde Hilfe benötigt, ist am Schluss abgemildert durch seine Großmut. Vgl. KHM 192 Der Meisterdieb.
Dabei ist von Arnims Text die älteste Fassung ihres Typs (AaTh 952), zu dem sich seit dem letzten Viertel des 19. Jahrhunderts ca. 180 mündliche Fassungen unterschiedlichen Lokalkolorits v. a. aus Finnland, Dänemark, Irland, Deutschland, Lettland und Russland fanden. Das Herrscherbild, mitunter personalisiert, Alter Fritz, Karl XII etc., ist meist positiv, unerkannt bereist er sein Land, um es kennen zu lernen. Vermischungen mit anderen Erzähltypen sind selten. Der vom Soldat gezeigte Spruch- und Gebärdezauber ist innerhalb von sog. Diebssegen verbreitet. Vgl. Der alte Fritz und der Husar in Ulrich Jahns Volksmärchen aus Pommern und Rügen, Nr. 31. Das Märchen wurde auch auf den mit Christus wandernden Petrus übertragen. Vgl. KHM 81 Bruder Lustig.
Die gleiche Schlusspointe hat Die schlechten Kameraden in Johann Wilhelm Wolfs Deutsche Hausmärchen.